# Héry-sur-Alby
Héry-sur-Alby is een gemeente in het Franse departement Haute-Savoie (regio Auvergne-Rhône-Alpes) en telt 816 inwoners (2004). De plaats maakt deel uit van het arrondissement Annecy.

## Geografie
De oppervlakte van Héry-sur-Alby bedraagt 7,4 km², de bevolkingsdichtheid is 110,3 inwoners per km².
De onderstaande kaart toont de ligging van Héry-sur-Alby met de belangrijkste infrastructuur en aangrenzende gemeenten.

## Demografie
Onderstaande figuur toont het verloop van het inwonertal (bron: INSEE-tellingen).